# Blessing in Disguise
Blessing in Disguise è il terzo album in studio della band heavy metal statunitense Metal Church.

## Il disco
Il lavoro, pubblicato nel 1989 come LP e l'anno seguente in formato CD, è l'ultimo full-length del gruppo ad essere pubblicato dalla casa discografica Elektra.
La formazione della band presenta due modifiche rispetto al precedente The Dark: il cantante David Wayne lascia per unirsi ai Reverend, sostituito da Mike Howe, e il chitarrista John Marshall prende il posto di Kurdt Vanderhoof.
Il brano Of Unsound Mind è basato sul racconto Il cuore rivelatore di Edgar Allan Poe.

## Tracce
1. Fake Healer (Marshall, Vanderhoof) - 5:55
2. Rest in Pieces (April 15, 1912) (Marshall, Vanderhoof) - 6:38
3. Of Unsound Mind (Marshall, Wells) - 4:44
4. Anthem to the Enstranged (Marshall, Vanderhoof) - 9:31
5. Badlands (Howe, Vandehoof, Wells) - 7:21
6. The Spell Can't Be Broken (Marshall, Vanderhoof, Wells) - 6:46
7. It's a Secret (Wells) - 3:47
8. Cannot Tell a Lie (Marshall, Vanderhoof, Wells) - 4:17
9. The Powers That Be (Marshall, Vanderhoof) - 5:22

## Formazione
- Mike Howe – voce
- John Marshall – chitarra
- Craig Wells – chitarra
- Duke Erickson – basso
- Kirk Arrington – batteria